# Brzozówka (powiat krakowski)
Brzozówka – wieś w Polsce położona w województwie małopolskim, w powiecie krakowskim, w gminie Zielonki.
W latach 1975–1998 miejscowość należała administracyjnie do województwa krakowskiego.

Integralne części miejscowości: Brzozówka Owczarska, Zielona Droga.
W Brzozówce mieści się ośrodek zdrowia, do którego należą miejscowości takie jak Przybysławice, Owczary, Korzkiew, Grębynice. W 2007 r. zostało wybudowane boisko.

## Etymologia
Nazwa wsi ma charakter topograficzny lub zdrobniały. Pierwsza wzmianka o Brzozówce (pierwotnie Wola Brzozowska) datowana jest na rok 1400 - Wola dicta Brzoszowca. Opis zdarzenia z roku 1454 wskazuje z kolei, iż nazwa wsi pochodzi od karczmy zwanej Brzozówka oraz że wieś mogła powstać poprzez wytyczenie jej ze starszej, sąsiedniej wsi, zaś jej pierwsi mieszkańcy byli czasowo zwolnieni z ponoszenia danin. Inne nazwy wsi występujące w źródłach to: Vola Brzoszowka, Volicza Brzosowca, Wola Brzoszowa, Wolicza Brzowka, Volycza Brzowca, Brzozowca alias Wolya, Brzoszowca, Brzorzowka, Vola Brozowka, Brzezowka, Brzozoska, Brzowka, Brzozowka.

## Położenie
Brzozówka położona jest przy drodze wojewódzkiej nr 794 (Kraków – Skała), w południowo-wschodniej części Wyżyny Olkuskiej (341.32) należącej do makroregionu Wyżyna Krakowsko-Częstochowska (341.3), w podprowincji Wyżyna Śląsko-Krakowska (341).
Zachodnia i środkowa część miejscowości, położona w dolinie potoku Korzkiewka, lewego dopływu Prądnika, znajduje się w otulinie Ojcowskiego Parku Narodowego. Część wschodnia położona jest w otulinie dwóch parków krajobrazowych – Dłubniańskiego Parku Krajobrazowego oraz Parku Krajobrazowego Dolinki Krakowskie.
Pod względem administracyjnym wieś zlokalizowana jest w województwie małopolskim, w powiecie krakowskim, w północnej części gminy Zielonki, około 13 km w linii prostej na północ od centrum Krakowa. Graniczy z następującymi miejscowościami:
- Świńczów, Cianowice i Niebyła (gmina Skała) od północy[d],
- Owczary (gmina Zielonki) od wschodu,
- Przybysławice i Korzkiew (gmina Zielonki) od południa,
- Grębynice (gmina Zielonki) od zachodu.

Biorąc pod uwagę powierzchnię wynoszącą 214,73 ha Brzozówka jest średnią co do wielkości miejscowością gminy Zielonki, zajmującą 4,42% jej obszaru.
Najwyżej położony punkt wsi znajduje się w jej północnej części, w miejscu w którym ul. Krakowska (droga wojewódzka nr 794) przecina granicę miejscowości, na wysokości około 400 m n.p.m., podczas gdy położony najniżej na jej krańcu zachodnim, w Dolinie Korzkiewki (w miejscu trójstyku granic Brzozówki, Korzkwi i Grębynic), na wysokości około 294 m n.p.m.

## Demografia
Liczba mieszkańców Brzozówki w okresie ostatnich dwudziestu lat zwiększyła się o ponad 50%, osiągając poziom 691 osób w roku 2024.
Źródła danych oraz rodzaje (nazwy) i terminy spisów, jeśli dostępne:
- 1787[13];
- 1789[13] – Lustracja dymów i podanie ludności;
- 1808[14] – Spis wojskowy ludności Galicji (dane niepewne ze względu na obecność w spisie 3 wsi o tej nazwie);
- 1921[15] – Pierwszy Powszechny Spis Ludności – dane na 30. września, łącznie dla Brzozówki Korzkiewskiej i Owczarskiej;
- 1988[16] – Narodowy Spis Powszechny 1988 – dane na 6. grudnia;
- 2002[16] – Narodowy Spis Powszechny Ludności i Mieszkań 2002 – dane na 20. maja;
- 2004 i 2006[17] oraz 2009–2024[1] – dane własne Urzędu gminy Zielonki na 31. grudnia danego roku.

## Komunikacja
Brzozówka leży przy drodze wojewódzkiej 794 na odcinku między Krakowem a Skałą. Linia autobusowa MPK nr 337 i 937 zapewnia połączenie z Krakowem.